# Union de Cracovie et Vilnius
Cet article concerne l'Union de Vilnius de 1499. Pour les autres significations, voir Traité de Vilnius.
L’union de Cracovie et de Vilnius, plus connue sous le nom d’union de Vilnius, est une alliance formée par l'union de Pologne-Lituanie, signée à Cracovie le 6 mai 1499 et à Vilnius le 24 juillet de la même année.
Après la mort de Casimir IV Jagellon en 1492, Jean Ier Albert est élu sur le trône de Pologne, tandis que son frère, Alexandre Jagellon, devient le grand-duc de Lituanie. En conséquence, l'union personnelle des deux États est rompue, ce qui peut poser des difficultés aux monarques pour tenir les positions du royaume de Pologne et du grand-duché de Lituanie. 
L’union de Vilnius s'appuie sur l'union de Horodło de 1413 (bien qu'elle reconnaît davantage d'autonomie au grand-duché de Lituanie et qu'il n'est pas fait mention d'une incorporation de la Lituanie à la Pologne). Elle met en particulier l'accent sur les considérations suivantes :
- les deux États doivent s'aider en cas d'agression par un ennemi commun ;
- les deux États ne peuvent déclarer la guerre à un tiers sans l'assentiment de l'autre ;
- les dirigeants des deux États doivent être choisis après « avis et consentement » de l'autre.

La conséquence de l’union de Vilnius est la confirmation de l'alliance entre les deux pays.